# Kiliana
Kiliana, Kilia – imię żeńskie; żeński odpowiednik męskiego imienia Kilian pochodzenia celtyckiego, od ceallach oznaczającego "wojna" lub ceall oznaczającego "kościół". Patronem tego imienia jest św. Kilian. 
Kiliana imieniny obchodzi 8 lipca. 
Znane osoby o tym imieniu:
- Kylie Jenner – celebrytka
- Kylie Minogue – australijska piosenkarka